# Giuliano Alesi
Giuliano Ryu Alesi (Avignone, 20 settembre 1999) è un pilota automobilistico francese con cittadinanza giapponese, di origini italiane.

## Biografia
È figlio dell'ex pilota di Formula 1 Jean Alesi e dell'attrice giapponese Kumiko Gotō.

## Carriera

### Karting
Nato ad Avignone, Alesi inizia a correre con i kart nel 2013, con la Baby Race SRL in due categorie: nella KF3, dove chiude al 14º posto e nella KFJ, in cui chiude 28º.

### Formula 4 francese
Nel marzo 2015 Alesi passa dai kart alle monoposto, partecipando al campionato di Formula 4 francese. Nella prima gara conquista la pole position e vince, facendo segnare anche il giro veloce. Nell'arco della stagione conquista altre due vittorie e riesce a concludere 2º nella categoria junior e 4º nella classifica generale.

### GP3 Series

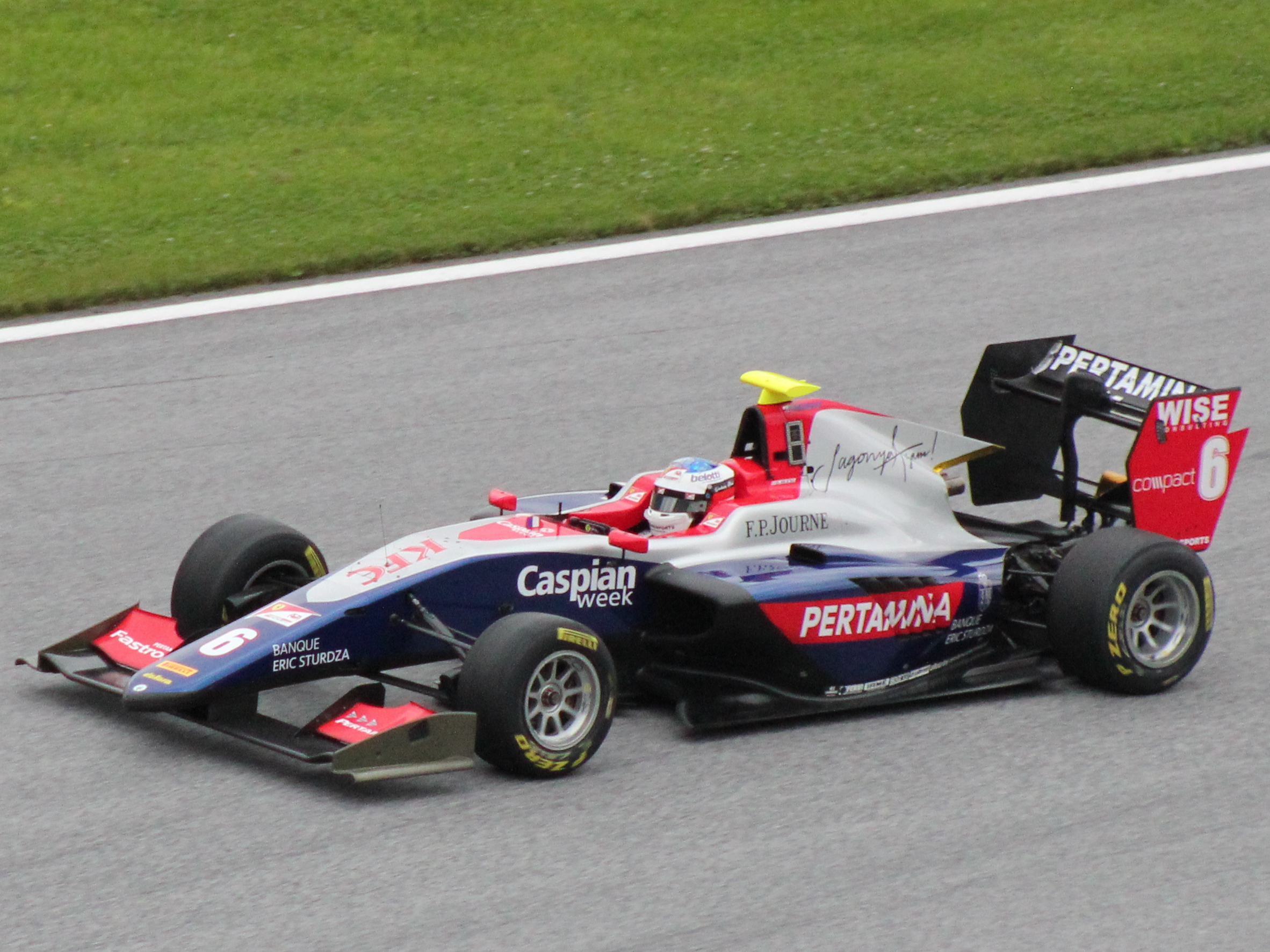
Alesi in GP3 nel 2018 con il team Trident Racing

Nel dicembre 2015 Alesi prende parte ai test poststagionali di GP3 con le squadre Arden International e Jenzer Motorsport. Nello stesso mese, il pilota annuncia di voler partecipare alla categoria nella stagione 2016, cosa che poi effettivamente avviene, con l'ingaggio da parte della Trident. La sua prima stagione nella categoria si rivela essere difficile per il pilota transalpino, che riesce a conquistare un solo punto in tutta la stagione.
Per la stagione successiva viene confermato dal team, e i suoi risultati migliorano notevolmente. Riesce infatti a conquistare tre vittorie (tutte in gare sprint) e il quinto posto nella classifica generale dietro ai quattro piloti del team ART Grand Prix.
Nella stagione 2018 prosegue con il team Trident Racing, per affrontare la sua terza stagione nella categoria. Questa stagione si rivela essere peggiore della precedente, e Alesi riesce a vincere solo una gara che gli permette di piazzarsi settimo in campionato.

### Formula 2

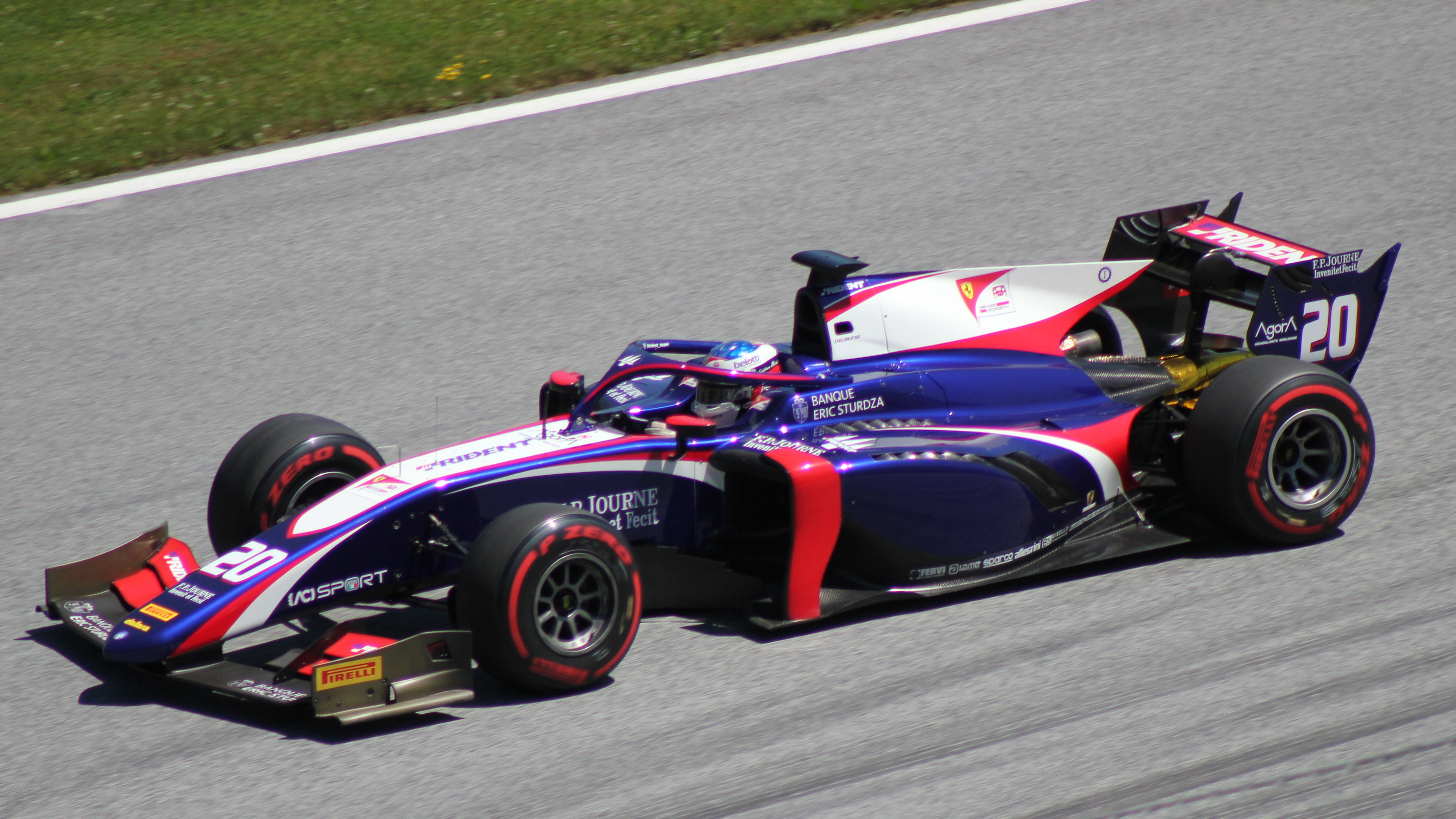
Alesi in Formula 2 nel 2019 con il team Trident Racing.

Per la stagione 2019 sale di categoria, passando in Formula 2, ma restando sempre al team Trident.
Nella stagione seguente viene ingaggiato dal HWA Team, squadra esordiente in Formula 2, che gli affianca il più esperto Artëm Markelov. Il 22 settembre 2020 viene ufficializzato il suo passaggio, a stagione ancora in corso, nella scuderia MP Motorsport, rimpiazzando Nobuharu Matsushita.

### Formula 1
Nel marzo 2016, Alesi viene inserito nella Ferrari Driver Academy (insieme al monegasco Charles Leclerc), il che lo porta nella stessa scuderia con cui il padre aveva corso nei primi anni '90. Il 25 gennaio 2021 guida per la prima volta una monoposto di Formula 1, durante un test privato della Ferrari a Fiorano, svoltosi a bordo della Ferrari SF71H, successivamente viene comunicata la sua uscita dal programma.

### Corse in Giappone

#### Super GT
Nel 2021 Alesi lascia le corse europee, inizia un'avventura in Giappone, terra natale della madre. Si iscrive al campionato Super GT nella classe G300 con il team Gazoo Thailand come terzo pilota, guiderà una Lexus RC-F.

#### Super Formula
Sempre nel 2021 corre nella Super Formula Lights, la seria propedeutica della Super Formula, nel primo weekend di gara sul Circuito del Fuji conquista due terzi posti in gara 1 e gara 3. Nel secondo weekend a Suzuka, nelle tre gare della Super Formula Lights conquista tre podi, nello stesso weekend è chiamato dal team TOM'S per sostituire Kazuki Nakajima in Super Formula. La sua prima gara nella massima categoria giapponese riesce ad arrivare a punti grazie a un nono posto. Sul circuito di Autopolis, Alesi partecipa ancora sia alle due gare della Super Formula Lights dove arriva in entrambe secondo e partecipa alla Super Formula dove conquista la pole, la gara viene interrotta a causa del meteo e Alesi vince, ma gli vengono assegnati metà dei punti. Sul Circuito di Sugo Alesi conquista le sue due prime vittorie nella Super Formula Lights. A Motegi si svolgono le ultime gare della Super Formula Lights, Alesi vince sia gara 1 e gara 3, chiudendo così secondo in classifica generale a soli sei punti dal campione Teppei Natori.
Nel 2022 Alesi diventa pilota a tempo pieno del team TOM'S per correre nella nuova stagione della Super Formula. Viene richiamato anche per la stagione 2023, ma dopo quattro eventi viene appiedato dal team venendo sostituito da Ukyo Sasahara.

## Risultati

### Riassunto della carriera
| Stagione | Serie                      | Team                       | Gare | Vittorie | Pole | GPV | Podi | Punti | Pos. |
| -------- | -------------------------- | -------------------------- | ---- | -------- | ---- | --- | ---- | ----- | ---- |
| 2015     | Formula 4 francese         | N.A.                       | 21   | 3        | 2    | 2   | 4    | 168,5 | 4º   |
| 2015-16  | MRF Challenge Formula 2000 | MRF Racing                 | 4    | 0        | 0    | 0   | 0    | 3     | 23º  |
| 2016     | GP3 Series                 | Trident                    | 15   | 0        | 0    | 0   | 0    | 1     | 22º  |
| 2017     | GP3 Series                 | Trident                    | 15   | 3        | 0    | 1   | 4    | 99    | 5º   |
| 2018     | GP3 Series                 | Trident                    | 18   | 1        | 0    | 1   | 4    | 100   | 7º   |
| 2019     | Formula 2                  | Trident                    | 24   | 0        | 0    | 0   | 0    | 20    | 15º  |
| 2020     | Formula 2                  | BWT HWA Racelab            | 18   | 0        | 0    | 1   | 0    | 12    | 17º  |
| 2020     | Formula 2                  | MP Motorsport              | 6    | 0        | 0    | 0   | 0    | 12    | 17º  |
| 2021     | Super Formula Lights       | TOM'S                      | 18   | 4        | 2    | 5   | 14   | 103   | 2º   |
| 2021     | Super Formula              | TOM'S                      | 5    | 1        | 1    | 0   | 1    | 20    | 11º  |
| 2022     | Super Formula              | Kuo Vantelin Team TOM'S    | 10   | 0        | 0    | 0   | 0    | 3     | 20º  |
| 2022     | Super GT                   | TGR TOM'S                  | 8    | 0        | 0    | 0   | 1    | 29.5  | 10º  |
| 2022     | Super Taikyu - ST-X        | Porsche Team EBI Waimarama | 1    | 0        | 0    | 1   | 0    | 80    | 5º   |
| 2023     | Super Formula              | Vantelin Team TOM'S        | 5    | 0        | 0    | 0   | 0    | 3     | 20º  |
| 2023     | Super GT                   | TGR Team Deloitte TOM'S    | 8    | 0        | 0    | 0   | 0    | 15    | 15º  |
| 2023     | Super Taikyu - ST-Z        | Porsche Team EBI Waimarama | 1    | 0        | 0    | 0   | 0    | 50    | 8º   |
| 2024     | Super GT                   | TGR Team Deloitte TOM'S    | 3    | 1        | 1    | 0   | 1    | 27*   |      |
| 2024     | Super Taikyu - ST-X        | Zhongsheng ROOKIE Racing   | 2    | 2        | 1    | 2   | 2    | 67*   |      |

*Stagione in corso

### Risultati in Formula 4 francese
(legenda) (Le gare in grassetto indicano la pole position) (Gare in corsivo indicano Gpv)
| Anno | 1     | 2       | 3     | 4     | 5     | 6      | 7     | 8     | 9     | 10    | 11      | 12    | 13     | 14    | 15      | 16    | 17    | 18    | 19    | 20     | 21      | Punti | Pos. |
| ---- | ----- | ------- | ----- | ----- | ----- | ------ | ----- | ----- | ----- | ----- | ------- | ----- | ------ | ----- | ------- | ----- | ----- | ----- | ----- | ------ | ------- | ----- | ---- |
| 2015 | CDL 1 | CDL Rit | CDL 1 | LMS 7 | LMS 5 | LMS 12 | PAU 5 | PAU 2 | PAU 4 | HUN 8 | HUN Rit | HUN 6 | MAG 12 | MAG 5 | MAG Rit | NAV 1 | NAV 8 | NAV 5 | LEC 6 | LEC 10 | LEC Rit | 168,5 | 4º   |

### Risultati in GP3
(legenda) (Le gare in grassetto indicano la pole position) (Le gare in corsivo indicano Gpv)
| Stagione | Squadra | 1          | 2          | 3          | 4          | 5          | 6           | 7          | 8          | 9           | 10         | 11         | 12           | 13         | 14         | 15          | 16         | 17         | 18         | Punti | Pos. |
| -------- | ------- | ---------- | ---------- | ---------- | ---------- | ---------- | ----------- | ---------- | ---------- | ----------- | ---------- | ---------- | ------------ | ---------- | ---------- | ----------- | ---------- | ---------- | ---------- | ----- | ---- |
| 2016     | Trident | CAT FEA 22 | CAT SPR 16 | RBR FEA NP | RBR SPR NP | SIL FEA 16 | SIL SPR Rit | HUN FEA 19 | HUN SPR 16 | HOC FEA Rit | HOC SPR 14 | SPA FEA 10 | SPA SPR 12   | MNZ FEA NP | MNZ FEA 19 | SEP FEA 16  | SEP SPR 13 | YMC FEA 11 | YMC SPR 10 | 1     | 22º  |
| 2017     | Trident | CAT FEA 17 | CAT SPR 11 | RBR FEA 6  | RBR SPR 2  | SIL FEA 7  | SIL SPR 1   | HUN FEA 6  | HUN SPR 1  | SPA FEA 7   | SPA SPR 1  | MNZ FEA 6  | MNZ SPR Canc | JER FEA 9  | JER SPR 7  | YMC FEA Rit | YMC SPR 10 |            |            | 99    | 5º   |
| 2018     | Trident | CAT FEA 7  | CAT SPR 1  | LEC FEA 3  | LEC SPR 6  | RBR FEA 6  | RBR SPR Rit | SIL FEA 8  | SIL SPR 2  | HUN FEA 17  | HUN SPR 16 | SPA FEA 9  | SPA SPR 6    | MNZ FEA 6  | MNZ SPR 2  | SOC FEA 14  | SOC SPR 17 | YMC FEA 6  | YMC SPR 10 | 100   | 7º   |

### Risultati in Formula 2
(legenda) (Le gare in grassetto indicano la pole position) (Le gare in corsivo indicano Gpv)
| Stagione | Team                                         | 1   | 2   | 3   | 4   | 5   | 6   | 7    | 8    | 9    | 10   | 11  | 12  | 13   | 14   | 15  | 16  | 17  | 18  | 19  | 20  | 21   | 22   | 23   | 24   | Punti | Pos. |
| -------- | -------------------------------------------- | --- | --- | --- | --- | --- | --- | ---- | ---- | ---- | ---- | --- | --- | ---- | ---- | --- | --- | --- | --- | --- | --- | ---- | ---- | ---- | ---- | ----- | ---- |
| 2019     | Trident                                      | BHR | BHR | BAK | BAK | CAT | CAT | MON  | MON  | LEC  | LEC  | RBR | RBR | SIL2 | SIL2 | HUN | HUN | SPA | SPA | MNZ | MNZ | SOC  | SOC  | YMC  | YMC  | 20    | 15°  |
| 2019     | Trident                                      | 12  | SQ  | Rit | Rit | Rit | 16  | 11   | Rit  | 10   | 14   | 13  | Rit | 17   | Rit  | 13  | 12  | C   | C   | 7   | 7   | 13   | 8    | 8    | 5    | 20    | 15°  |
| 2020     | BWT HWA Racelab (1-18) MP Motorsport (19-24) | RBR | RBR | RBR | RBR | HUN | HUN | SIL1 | SIL1 | SIL2 | SIL2 | CAT | CAT | SPA  | SPA  | MNZ | MNZ | MUG | MUG | MNZ | MNZ | SAK1 | SAK1 | SAK2 | SAK2 | 12    | 17°  |
| 2020     | BWT HWA Racelab (1-18) MP Motorsport (19-24) | 6   | Rit | 21  | 15  | 11  | 10  | 19   | 18   | 16   | 20   | Rit | 19  | 18   | 14   | 18  | 12  | Rit | Rit | 14  | 16  | 17   | 13   | 15   | 6    | 12    | 17°  |

### Risultati in Super Formula Lights
| Anno | Team  | 1     | 2     | 3     | 4     | 5     | 6     | 7     | 8     | 9     | 10    | 11    | 12    | 13    | 14    | 15    | 16    | 17     | 18    | Punti | Pos. |
| ---- | ----- | ----- | ----- | ----- | ----- | ----- | ----- | ----- | ----- | ----- | ----- | ----- | ----- | ----- | ----- | ----- | ----- | ------ | ----- | ----- | ---- |
| 2021 | TOM'S | FUJ 3 | FUJ 6 | FUJ 3 | SUZ 2 | SUZ 3 | SUZ 2 | AUT 2 | AUT 2 | AUT C | SUG 1 | SUG 4 | SUG 1 | MOT 3 | MOT 2 | MOT 2 | MOT 1 | MOT 12 | MOT 1 | 103   | 2º   |

*Stagione in corso

### Risultati in Super Formula
(legenda) (Le gare in grassetto indicano la pole position) (Le gare in corsivo indicano Gpv)
| Anno | Team                    | Telaio  | Motore | 1       | 2       | 3      | 4       | 5       | 6       | 7      | 8       | 9      | 10     | Punti | Pos. |
| ---- | ----------------------- | ------- | ------ | ------- | ------- | ------ | ------- | ------- | ------- | ------ | ------- | ------ | ------ | ----- | ---- |
| 2021 | Vantelin Team TOM'S     | Dallara | Toyota | FUJ     | SUZ 9   | AUT 1  | SUG 9   | MOT 16  | MOT     | SUZ 8  |         |        |        | 20    | 11º  |
| 2022 | Kuo Vantelin Team TOM'S | Dallara | Toyota | FUJ 17  | FUJ 8   | SUZ 15 | AUT Rit | SUG 13  | FUJ Rit | MOT 12 | MOT Rit | SUZ 21 | SUZ 16 | 3     | 20º  |
| 2023 | Kuo Vantelin Team TOM'S | Dallara | Toyota | FUJ Rit | FUJ Rit | SUZ 8  | AUT 13  | SUG Rit | FUJ     | MOT    | SUZ     | SUZ    |        | 3     | 20°  |